# چرخ‌دنگ طبیعی
چرخ‌دنگ طبیعی (انگلیسی: Echappement naturel) یک سازوکار پیشرفته در ساعت‌های مکانیکی است که در قرن هجدهم توسط آبراهام-لویی برگه، ساعت‌ساز سوئیسی، اختراع شد. این چرخ‌دنگ به خاطر دقت بالا و کاهش اصطکاک در مقایسه با چرخ‌دنگ‌های قبلی، در ساعت‌های با کیفیت بالا و دقیق مورد استفاده قرار می‌گرفت.
چرخ‌دنگ طبیعی از یک چرخ گریز با دندانه‌های خاص و دو شاخک (پالت) تشکیل شده است. شاخک‌ها به یک اهرم متصل هستند که به آونگ ساعت متصل است. در حین نوسان آونگ، اهرم به جلو و عقب حرکت می‌کند و شاخک‌ها به‌طور متناوب با دندانه‌های چرخ گریز درگیر می‌شوند.
درگیری و رهاسازی شاخک‌ها با دندانه‌های چرخ گریز باعث می‌شود که چرخ گریز با سرعت کنترل‌شده‌ای بچرخد و انرژی لازم برای حفظ نوسان آونگ را فراهم کند. طراحی خاص چرخ‌دنگ طبیعی باعث می‌شود که ضربه‌های وارده به آونگ در نزدیکی مرکز نوسان آن رخ دهد که این امر باعث کاهش اختلال در حرکت آونگ و افزایش دقت زمان‌سنجی می‌شود.
چرخ‌دنگ طبیعی به دلیل دقت بالا و کاهش اصطکاک، در کرونومترهای دریایی و تا حدودی در کرونومترهای جیبی مورد استفاده قرار می‌گرفت. این ساعت‌ها نیاز به دقت بسیار بالایی داشتند و چرخ‌دنگ طبیعی به آنها کمک می‌کرد تا زمان را با دقت بیشتری اندازه‌گیری کنند.
با این حال، چرخ‌دنگ طبیعی به دلیل پیچیدگی ساخت و تنظیم، نسبت به سایر چرخ‌دنگ‌ها گران‌تر بود. همچنین، این سازوکار به روغن‌کاری منظم نیاز داشت تا عملکرد بهینه خود را حفظ کند. با ظهور ساعت‌های کوارتز و اتمی در قرن بیستم، استفاده از چرخ‌دنگ طبیعی کاهش یافت، اما همچنان به عنوان یک شاهکار مهندسی و یک نمونه برجسته از دقت زمان‌سنجی مکانیکی شناخته می‌شود.